# Pseudomyrophis
Pseudomyrophis – rodzaj ryb promieniopłetwych z podrodziny Myrophinae w obrębie rodziny żmijakowatych (Ophichthidae).

## Rozmieszczenie geograficzne
Do rodzaju należą gatunki występujące w wodach Oceanu Atlantyckiego.

## Morfologia
Długość ciała do 36,7 cm; brak danych dotyczących masy ciała.

## Systematyka
Rodzaj zdefiniował w 1946 roku amerykański ichtiolog Charles Barkley Wade w artykule poświęconym dwóm nowym rodzajom i pięciu nowym gatunkom ryb „bezpłetwych” ze wschodniej części Oceanu Spokojnego, opublikowanym w raporcie z pacyficznej ekspedycji Allana Hancocka. Gatunkiem typowym jest (oryginalne oznaczenie (również monotypowe)) P. micropinna.

### Etymologia
Pseudomyrophis: gr. ψευδος pseudos ‘fałszywy’; rodzaj Myrophis Lütken, 1852.

### Podział systematyczny
Do rodzaju należą następujące gatunki:
- Pseudomyrophis atlanticus Blache, 1975
- Pseudomyrophis frio (Jordan & Davis, 1891)
- Pseudomyrophis fugesae McCosker, Böhlke & Böhlke, 1989
- Pseudomyrophis micropinna Wade, 1946
- Pseudomyrophis nimius Böhlke, 1960